# Coffs Harbour
Coffs Harbour egy város Ausztráliában, Új-Dél-Wales állam észak-keleti részén, a Csendes-óceán partján. A lakosainak száma 51069 (2021. évben), az elővárosokkal számolt közigazgatási területen ennél több, 78759 fő volt. A hétköznapi szóhasználatban a várost röviden csak Coffsnak szokták nevezni.
Coffs Harbour tengerparti üdülőhely, az állam egyik legfontosabb turisztikai célpontja. Emellett kereskedelmi központ is egy banán-, zöldség- és tejtermeléssel, valamint halászattal foglalkozó terület számára. A régió meghatározó települése, a környéken nincs más nagyobb város. Északra kb 90 km-re van tőle Grafton városa, míg délre 150 km távolságra Port-Macquarie fekszik, szintén az óceán partján. A nagyvárosok közül Sydney délre 520 km-re, míg Brisbane északra 395 km-re található.

## Éghajlat
A régió klímája szubtrópusi. A legtöbb csapadék nagyrészt februártól májusig esik, ami buja zöld domboldalakhoz és számos banánültetvényhez járult hozzá. Az év legszárazabb időszaka júliustól októberig tart. Télen és tavasszal a tengerparton meleg, napos nappalok és hűvös éjszakák vannak, azonban a hátországban az éjszakák fagypont alá is süllyedhetnek. A városában a legmelegebb hónap január 24 °C (74 °F) átlaghőmérséklettel, a leghidegebb július 14 °C (56 °F), a legtöbb napsütéses órát pedig decemberben 8 órán át süt a nap. A legcsapadékosabb hónap április, átlagosan 220 mm esik.

## Története
A történeti források szerint az első európaiak az 1840-es években költöztek a területre és fakitermeléssel foglalkoztak. A cédrus kivágása 1841-ben kezdődött. 1847-ben John Korff, egy hajóépítő egy viharban az öbölben keresett menedéket. A város neve innen eredt, eredetileg Korff's Harbour (szó szerint Korff kikötője) volt, majd 1861-ben egy véletlen folytán ez változott át a Coffs Harbour megnevezésre. 1878-ban világítótornyot építettek. Az első banánt Herman Rieck 1881-ben hozta be a területre a Fidzsi-szigetekről. Coffs Harbourban az első iskolát 1885-ben nyitották meg, majd 1886-ban települési szintre emelkedett. Az 1890-es évek elejére a folyóparton fekvő földek irányába terjeszkedtek. A tengerparton 1892-ben mólót építettek. Az 1900-as évek elejére a terület fontos fakitermelő központtá vált. A vasútvonal megnyitása előtt a faanyag szállítására csak a part menti hajózás volt az egyetlen mód, ezért volt szükség a mólókra. 1910-ben már vajüzemet létesítettek, ami a II. világháború után a legelők romlása és a banánra való áttérés miatt visszaszorult. Az erdészeti bizottság 1916-ban vette át az erdők kezelését, és 1930-ra a fahiány miatt a kereskedelem szinte teljesen összeomlott. Amikor a faipar a fénykorát élte, évente 449 hajó futott be Coffs Harbourba. A vasút 1915-ben érte el a várost, majd 1923-ban már a Sydney-vel való vasúti összeköttetés is elkészült. A vasútvonal megépítése előtt Coffs Harbour fontos parti hajózási csomópont volt Bellingen, Dorrigo és Orara körzetek számára. A kikötő az 1970-es években egy nagy halászflotta fontos bázisává vált, amely még mindig működik. Az elmúlt évtizedekben a turizmus mint iparág rendkívüli fejlődésen ment keresztül.

## A város jelenlegi helyzete, látnivalók
Coffs Harbour elsősorban a környék banánültetvényeiről, üdülőhelyeiről, enyhe éghajlatáról és halászatáról ismert. A gazdaság fő területei a turizmus, a banántermesztés, a halászat, a faipar és a gépgyártás. Coffs Harbour Új-Dél-Wales legnagyobb banántermelő vidéke, az északi lejtőket banánfák borítják.

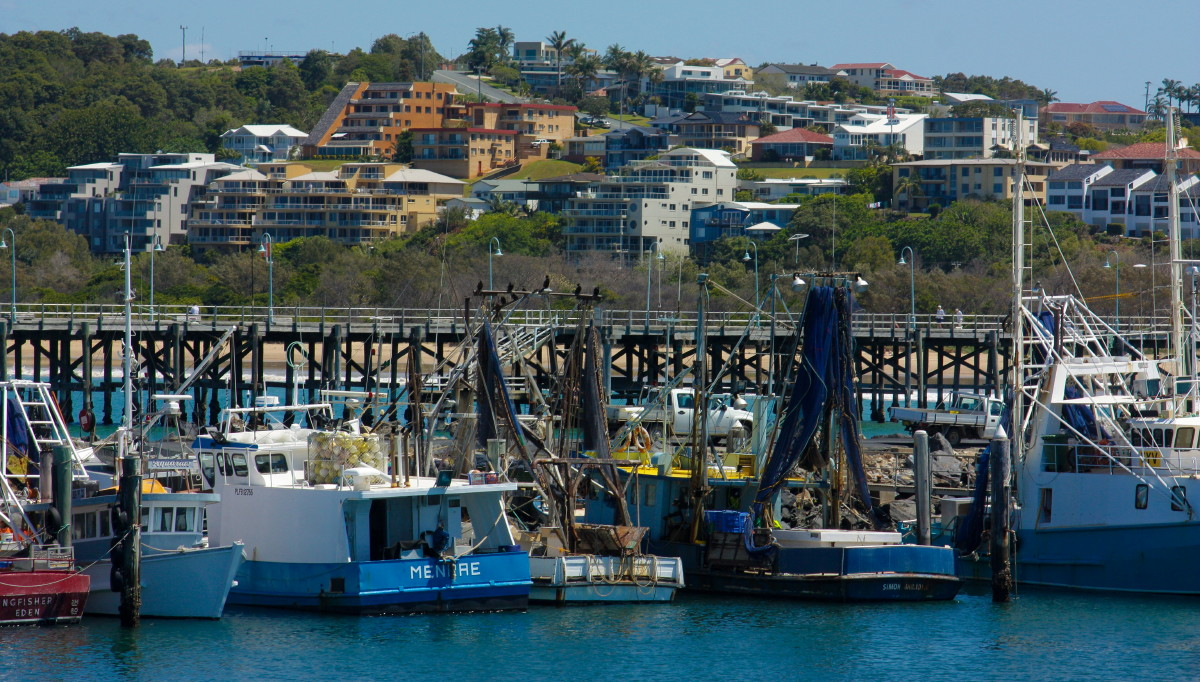
kikötői rész, háttérben lakóépületek

A lakosság száma 1990 óta jelentős mértékben nőtt, sokan érkeznek a hidegebb déli országrészből, hogy egész évben élvezhessék a régió klímáját. A városba költözők között sok nyugdíjas is akad. Az utóbbi években a helyi partvonal 30 km hosszúságában tengerparti ingatlanokat alakítottak ki. Coffs Harbour strandjai népszerűek és biztonságosak. A város strandjai délről északra a következők: Boambee Beach, Jetty Beach és Park Beach. Északabbra a Diggers Beach, Campbells Beach, Mid Sapphire Beach, Moonee Beach, Shelly Beach, Emerald Beach, Fiddamans Beach és Sandys Beach található.
Coffs Harbour több nagy bevásárlóközponttal rendelkezik. A Coffs Central bevásárlóközpont a belváros szívében a Harbour Drive (főutcán) helyezkedik el, a bővítésének első szakasza 2018-ban készült el az üzletek bővítésekkel, felső szintes parkolóval és két irodai szinttel. A további szakasz egy 92 szobás szállodát tartalmazott. Ezzel szemben a Park Beach Plaza a központtól kicsit távolabb helyezkedik el. A Yarrila Place egy modern kulturális épület, amely 2023-ben készült el, benne konferenciaterem, múzeum, művészeti galéria, könyvtár található.

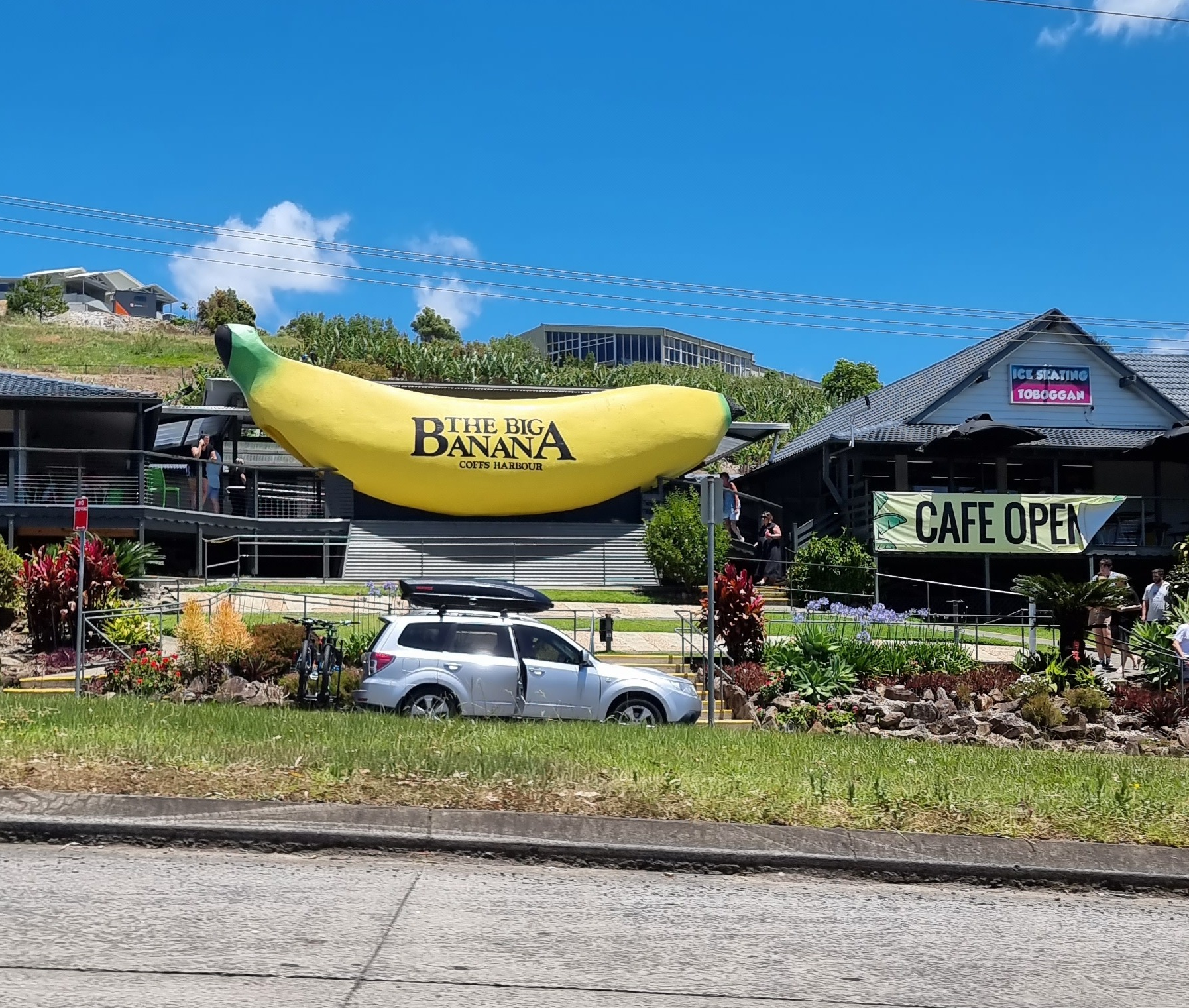
A Nagy banán

A felsőoktatási intézmények közül a Southern Cross University a városban több képzési programmal áll a hallgatók rendelkezésre, míg a University of New South Wales kihelyezett orvosképzést nyújt.
A Coffs Harbour-i Nagy Banánt Ausztrália első „nagy” turisztikai látványosságaként tartják számon. A Nagy Banán (The Big Banana) egy 13 méter hosszú, 5 méter magas banán „szobor”, amelyet eredetileg John Landi vállalkozó 1964-ben azért építetett, hogy az országúton áthaladó autósokat megállásra késztese a banánbódéja előtt. Ekkor még banánültetvény húzódott mögötte, a közelében nem voltak épületek. A Landi tejbárjában árult banántejes turmix tette híressé Coffs Harbourt. Később a helyet kibővítették üzlettel, kávézóval és egy nagyobb parkolóval. Mára kiépült a terület és egy „banános” témájú vidámparkkal bővült. A város delfináruimát (Dolphin Marine Magic) 1970-ben nyitották meg. Az Észak-parti regionális botanikus kert (North Coast Regional Botanic Garden) egy 20 hektáron elterüló park, amit 1988-ban nyitották meg Öt kilométernyi ösvény és sétány, japán kert (tóval és teaházzal) található benne, de elsősorban az őshonos növényvilágot mutatja be.
A város népessége 2032-re várhatóan 100 000 főre emelkedik, emiatt a település nem csak a városközpont északi és déli részén fog jelentősen terjeszkedni. Coffs Harbour helyi növekedési stratégiája szerint 2040-ig további 13 267 új lakásra van szükség a kereslet kielégítéséhez. Emiatt a város többszintes épületek építésére összpontosít, ahelyett, hogy a városi terjeszkedést helyezné előtérbe. A központi üzleti negyedben a nagyobb sűrűségű lakhatás kapacitásának kiépítése lehetővé teszi a fenntartható növekedést. A belvárosi részt leszámítva családi házas övezetek jellemzik a külterületeit, hasonló részei vannak, mint Sydney külvárosaiban.

## Közlekedés
Coffs Harbour a Sydney és Brisbane közötti főútvonalon (Pacific Highway) helyezkedik el. Coffs Harbour központi városközpontját tehermentesítik azzal a 14 kilométeres elkerülő út megépítésével, ami a tervek szerint 2026 végére készül el. Az elkerülő út naponta mintegy 12 000 járművet távolít el Coffs Harbour központjából.
A vasútvonal esetében is áthalad rajta a Sydney és Brisbane közötti vonal.A város melletti repülőtérről (Coffs Harbour Airport IATA: CFS, ICAO: YCFS) naponta indulnak járatok Sydney, Brisbane és Melbourne repülőtereire.